# Vulcano (discoteca)
Vulcano fue una discoteca dirigida al público LGBT ubicada en Guayaquil, Ecuador. La discoteca abrió sus puertas en 2002 y estaba localizada en las calles Rocafuerte y Padre Aguirre. Vulcano fue el establecimiento pionero en la representación de espectáculos de drag queens en la ciudad, además de ser la discoteca LGBT guayaquileña más popular de su época.
En adición a los espectáculos de drag queens, la discoteca realizaba otros shows dirigidos a público LGBT, como bailes de estríperes. La discoteca participó también con una carroza propia en la primera edición de la Marcha del Orgullo LGBT de Guayaquil, que se desarrolló en 2008.
La discoteca cerró en 2013. De acuerdo a uno de sus propietarios, la decisión de cerrar fue tomada debido a que se hallaban exhaustos del esfuerzo que significaba mantener operando el sitio.
En 2016, Wagner Bacilio, uno de los creadores de la discoteca, estrenó en Guayaquil un espectáculo circense con el nombre de Vulcano, en que se presentaron bailarines, teatro musical y música electrónica. La carpa del espectáculo se ubicó en la avenida Francisco de Orellana.

## Casos de discriminación
A principios de 2009, el municipio de Guayaquil clausuró ocho bares y discotecas LGBT de la ciudad, entre ellas Vulcano, por la supuesta presentación de espectáculos que «atentaban contra la moral» con supuestos bailes de hombres desnudos, lo que fue desmentido por los bares cerrados. Los dueños de las discotecas realizaron días después un plantón como forma de protesta en que acusaron al municipio de actuar en base a prejuicios y señalaron la ironía de que sus locales fueran cerrados por supuestos desnudos cuando en la ciudad habían incontables nightclubs con bailes de mujeres desnudas que funcionaban sin problemas. El cabildo aceptó reabrir los locales tras la cancelación de una multa.
Debido a su estatus como sitio popular de entretenimiento para personas LGBT, Vulcano pasó a ser usado como término para hacer referencia a las poblaciones pertenecientes a la diversidad sexual por políticos conservadores como Dalo Bucaram, quien en 2018 emitió comentarios discriminatorios en que afirmó no querer que el municipio de la ciudad «termine convertido en Vulcano».